# دیوید آلن کو
دیوید آلن کو (انگلیسی: David Allan Coe؛ زادهٔ ۶ سپتامبر ۱۹۳۹) یک موسیقی‌دان اهل ایالات متحده آمریکا است. وی از سال ۱۹۵۶ میلادی تاکنون مشغول فعالیت بوده‌است.